# Liste der Baudenkmale in Marton
Die Liste der Baudenkmale in Marton umfasst alle vom New Zealand Historic Places Trust (NZHPT) als „Historic Place“ oder „Historic Area“ eingestuften Baudenkmale und Flächendenkmale der neuseeländischen Ortschaft Marton. Die Angaben stammen aus dem Register des NZHPT. Die Bezeichnungen der Baudenkmale orientieren sich an diesem Register. In die Liste werden auch bekannte Wahi Tapu (Area), kulturell und religiös bedeutsame Stätten und Gebiete der Māori, aufgenommen. Sie werden jedoch meist nicht publiziert.

| Bild | Bezeichnung                           | Ort    | Anschrift                                   | Beschreibung                    | Bauzeit   | Eintrag        | Nummer | Kat. |
| ---- | ------------------------------------- | ------ | ------------------------------------------- | ------------------------------- | --------- | -------------- | ------ | ---- |
| BW   | Marton Courthouse                     | Marton | 23 High Street Karte                        | ehem. Gerichtsgebäude           | 1897      | 27. Juni 1985  | 0190   | 1    |
| BW   | Maungaraupi Homestead                 | Marton | Leedstown Road Karte                        | Wohnhaus                        | 1906      | 2. Juli 1987   | 4916   | 1    |
| BW   | Overton                               | Marton | SH 1, Overton Farm Karte                    | Wohnhaus einer Farm             | 1884      | 28. Juni 1990  | 0187   | 1    |
| BW   | Abraham and Williams Building         | Marton | 304-310 Broadway Karte                      | Ladengeschäft                   | n.a.      | 2. Juli 1982   | 1240   | 2    |
| BW   | Advocate Building                     | Marton | 26-28 High Street Karte                     | Ladengeschäft                   | n.a.      | 2. Juli 1982   | 1241   | 2    |
| BW   | Club Hotel                            | Marton | 17 High Street und Stewart Street Karte     | Hotel                           | n.a.      | 2. Juli 1982   | 1242   | 2    |
| BW   | Cobbler Building                      | Marton | 314-318 Broadway und 4-10 High Street Karte | Wohn- und Geschäftshaus         | 1913/1914 | 2. Juli 1982   | 1243   | 2    |
| BW   | Davenport Brothers Building           | Marton | 312 Broadway Karte                          | Ladengeschäft                   | n.a.      | 2. Juli 1982   | 1244   | 2    |
| BW   | Hannan's Marton Hotel                 | Marton | 255-265 Broadway Karte                      | Hotel                           | n.a.      | 2. Juli 1982   | 1245   | 2    |
| BW   | Hilton's Buildings                    | Marton | 286 Broadway Karte                          | Ladengeschäft                   | n.a.      | 2. Juli 1982   | 1246   | 2    |
| BW   | J.J. MacDonald Building               | Marton | 256-258 Broadway Karte                      | Ladengeschäft                   | n.a.      | 2. Juli 1982   | 1247   | 2    |
| BW   | Nielsons Engineering Works            | Marton | 8 Hammond Street Karte                      | Halle einer Baufirma            | n.a.      | 2. Juli 1982   | 1248   | 2    |
| BW   | Commercial Building                   | Marton | 212 Broadway Karte                          | Ladengeschäft                   | n.a.      | 2. Juli 1982   | 1249   | 2    |
| BW   | St Stephens Church                    | Marton | 23-27 Maunder Street Karte                  | Kirche                          | 1873      | 2. April 2004  | 1250   | 2    |
| BW   | Sash and Door Building                | Marton | 296-302 Broadway Karte                      | Wohnhaus                        | n.a.      | 2. Juli 1982   | 1251   | 2    |
| BW   | Marton Park Historic Area             | Marton | Follet Street Karte                         | Park                            | 1893      | 14. April 2005 | 7587   | HA   |
| BW   | Arahina Historic Area                 | Marton | 457-459 Wellington Road Karte               | Pfadfinderlager, Wohnhaus       | 1919      | 24. Juni 2005  | 7627   | HA   |
| BW   | Bank of New Zealand (Former)          | Marton | 12-14 High Street Karte                     | Bankfiliale, ehemalige          | n.a.      | 2. Juli 1982   | 2838   | 2    |
| BW   | Captain Cook Pioneer Memorial Cottage | Marton | 399-407 Wellington Road Karte               | Wohnhaus                        | 1869, um  | 2. April 2004  | 2839   | 2    |
| BW   | Marton Rest Room                      | Marton | 27 High Street Karte                        | Ruheraum der Plunket Society    | n.a.      | 2. Juli 1982   | 2840   | 2    |
| BW   | Granary (Former)                      | Marton | 3 High Street Karte                         | Laden, Kornspeicher, ehemaliger | n.a.      | 2. Juli 1982   | 2841   | 2    |
| BW   | Post Office                           | Marton | 249-253 Broadway Karte                      | Postamt                         | n.a.      | 2. Juli 1982   | 2842   | 2    |
| BW   | Public Trust Office Building          | Marton | 20 High Street Karte                        | Verwaltungsgebäude              | n.a.      | 2. Juli 1982   | 2845   | 2    |